# Kanadensiskt gullris
Kanadensiskt gullris (Solidago canadensis) är en växtart i familjen korgblommiga växter. 
Arten har anlänt som främmande art till Sverige efter 1700-talet. Forskningsrapporter varnar för att den riskerar att hota inhemsk vegetation i södra Sverige till följd av varmare klimat, och är nu (2023) upptagen i listan som invasiv art.